# Westliches Kleinfuß-Mausohr

Verbreitungsgebiet

Das Westliche Kleinfuß-Mausohr (Myotis ciliolabrum) ist eine Fledermausart aus der Familie der Glattnasen (Vespertilionidae), welche in Nordamerika beheimatet ist. Es wurde bis 2005 als eine Unterart des Östlichen Kleinfuß-Mausohrs (Myotis leibii) geführt.
Der Artname setzt sich aus dem Lateinischen „cilium“ (=Augenlid) und „labrum“ (=Lippe) zusammen.

## Beschreibung
Das Westliche Kleinfuß-Mausohr ist mit einer Unterarmlänge von <34 mm und einem durchschnittlichen Gewicht von 4,5 g ein kleines Mausohr. Die Weibchen sind dabei etwas größer als die Männchen. Charakteristisch ist die schwarze Maske um die Augen, welche im Kontrast steht zu der ansonsten hellen Fellfarbe. Eine solche Maske fehlt beim sympatrisch vorkommenden Kalifornischen Mausohr (Myotis californicus), die generell eine dunklere Fellfarbe besitzt. Die Flughaut, Gesicht und Ohren des Westlichen Kleinfuß-Mausohr sind ebenfalls dunkel. Die Art hat kleine Füße (<9 mm), die weniger als halb so lang sind wie die Tibia, jedoch größere als die des Kalifornischen Mausohrs. Die Ohren des Westlichen Kleinfuß-Mausohr sind relativ lang (11–16 mm), der Tragus schlank und etwa halb so lang wie das Ohr. Die Flügelspannweite beträgt im Schnitt 242 mm.

## Lebensweise
Das Westliche Kleinfuß-Mausohr ist eine häufige Fledermaus in wüstenartigen Lebensräumen, kommt jedoch auch in Wäldern vor. Die Art ist wie die meisten Fledermäuse nachtaktiv und ernährt sich von Insekten, wobei sie besonders kleine Nachtfalter zu bevorzugen scheint, jedoch auch Zweiflügler, Schnabelkerfen, Köcherfliegen und Käfer erbeutet. Das Westliche Kleinfuß-Mausohr ist dabei ein relativ langsamer, wendiger Flieger. Wo das Westliche Kleinfuß-Mausohr zusammen mit dem Kalifornischen Mausohr auftritt, gehen die Arten in unterschiedlichen Gebieten auf Futtersuche: Das Westliche Kleinfuß-Mausohr bevorzugt dabei felsige Regionen, während das Kalifornische Mausohr über Gewässern jagt. So vermeiden die beiden Fledermausarten Nahrungskonkurrenz. Die Echoortungsrufe bewegen sich regional variierend zwischen 40 und 62 kHz und sind damit für den Menschen nicht hörbar. Tagsüber hängt Myotis ciliolabrum in Felsspalten, Höhlen und Tunneln, die Art wurde aber gelegentlich schon in verlassenen Schwalbennestern, in Gebäuden und unter loser Borke einer Pinie gefunden. Die Tiere sind dabei einzeln oder in kleinen Gruppen anzutreffen. Während der kalten Jahreszeit hält das Westliche Kleinfuß-Mausohr Winterschlaf in Höhlen, Felsspalten und verlassenen Minen. Auch dabei findet man meist nur einzelne Tiere und keine großen Gruppen. In denselben Winterschlafplätzen findet man manchmal auch andere Fledermausarten wie Corynorhinus townsendii und die Große Braune Fledermaus (Eptesicus fuscus). Die Weibchen des Westlichen Kleinfuß-Mausohrs gebären im Frühling jeweils ein einziges Jungtier. Neugeborene haben eine Unterarmlänge von etwa 12,4 mm und ein Gewicht von 1,1 g.

## Verbreitung und Lebensraum
Das Westliche Kleinfuß-Mausohr kommt in Kanada in Alberta und Saskatchewan sowie südlich in den Vereinigten Staaten bis Kansas und New Mexico vor. Ihr Bestand wird von der IUCN dank der weiten Verbreitung als stabil und die Art als ungefährdet eingestuft, steht jedoch in den einzelnen Bundesstaaten unter Schutz.
Bei vielen Mausohren in Nordamerika verursacht der Pilz Pseudogymnoascus destructans die Krankheit White-Nose-Syndrom, was zu Massensterben führt. Ein Forscherteam, das die Auswirkungen des Pilzes erkundet, hatte 2016 den Pilz bei dieser Art registriert, ohne dass Anzeichen einer Erkrankung sichtbar waren.